# Li Zhaoxing
Li Zhaoxing (chiń. 李肇星; pinyin Lǐ Zhàoxīng; ur. 20 października 1940 w Jiaonan w prowincji Szantung) – chiński polityk i dyplomata.
W 1964 ukończył studia na Uniwersytecie Pekińskim. Później był ambasadorem w Kenii (1970–1977) i Lesotho (1983–1985). W latach 1995–1998 i 2001–2003 pełnił funkcję wiceministra spraw zagranicznych, zaś w latach 1998–2001 był ambasadorem Chińskiej Republiki Ludowej w Stanach Zjednoczonych. W latach 2003–2007 pełnił funkcję ministra spraw zagranicznych.
Ma żonę i jednego syna.